# サイド・ナズルル・イスラム
サイド・ナズルル・イスラム（Syed Nazrul Islam、ベンガル語: সৈয়দ নজরুল ইসলাম、1925年 - 1975年11月3日）は、バングラデシュの政治家、アワミ連盟の指導者。バングラデシュ独立戦争においては、バングラデシュ臨時政府の副大統領と宣言された。彼は、シェイク・ムジブル・ラフマンの不在時には、大統領代行を務めた。

## 生い立ち
サイド・ナズルル・イスラムは、1925年に、ベンガル保護領のキショレガンジ（当時のマイメンシン県）ジャショダル・ユニオン (Jashodal Union) のビル・ダンパラ (Bir Dampara) 村で、ベンガル人ムスリムのサイイドの家柄に生まれた。ダッカ大学で歴史と法学の学位を取得したが、在学中はムスリム連盟の学生指導者として活動した。サイドは、大学のクリケットとホッケーのチームで主将を務め、パキスタン運動に参加した。1949年にはパキスタンの公務員となったが、1951年に退職して、マイメンシンのアナンドモハン・カレッジ (Anandmohan College) の歴史学教授となり、同地で法律家としても活動した。

## 政界
サイド・ナズルルの政治経歴は、1952年にアワミ・ムスリム連盟に参加し、ベンガル語国語化運動に加わったところから始まったが、これによって彼はパキスタン警察に逮捕された。やがて、いくつもの地方や中央の党の要職を経て、党首シェイク・ムジブルの側近となった。6項目要求運動 (the Six Point Demand movement) の際には、投獄された。1970年にはパキスタン国民議会の議員に選出され、短期間ながら多数派の指導者代行も務めた。1971年3月25日にムジブルがパキスタン軍によって逮捕されると、サイドは、他の党幹部たちとともにムジブナガルへ逃れバングラデシュの独立を宣言した。バングラデシュの大統領にはムジブルが選ばれたが、サイドが大統領代行に選ばれ、タジュディン・アフマドが首相となった。サイドは、ナショナリズムの大義を主導し、ムクティ・バヒニのゲリラ活動と連携し、インドをはじめ各国の支持を獲得した。
バングラデシュの独立後、サイドは産業大臣に任命され、また、議会の副代表、憲法委員会委員となった。1975年、ムジブルが他の政党の活動を禁止して、大統領として全権を掌握した際には、サイドはアワミ連盟から改称したバングラデシュ・クリシャク・スラミク・アワミ連盟 (BAKSAL) の副議長に任命された。

## 死
1975年8月15日のムジブル・ラーマンの暗殺を受け、サイドは、タジュディン・アフマド、アブル・ハスナット・ムハンマド・カマルザマン、ムハンマド・マンスール・アリら、ムジブルに忠実な者たちととも逃亡し身を潜めたが、結局は新大統領カンデカル・モシュタク・アハメドの政権によって逮捕された。彼ら4人の指導者たちはダッカ中央刑務所に投獄され、11月3日に、仔細不明のミステリアスな状況の下で暗殺された。この日はバングラデシュでは「Jail Killing Day」として毎年記念されるようになっている。キスマット・ハシェム大尉（解任）がこの件で終身刑となった。彼は心筋梗塞のため、カナダで死去した。

## 遺されたもの
キショレガンジにある国営のシャヒド・サイド・ナズルル・イスラム医科大学の名称は、彼を記念したものである。サイド・アシュラフル・イスラムは、サイド・ナズルル・イスラムの息子である。